# Aneomochtherus nairicus
Aneomochtherus nairicus là một loài ruồi trong họ Asilidae. Aneomochtherus nairicus được Richter miêu tả năm 1962. Loài này phân bố ở vùng Cổ Bắc giới.